# Atari Jaguar CD
Jaguar CD foi um periférico que permitia ao console de videogame de video Atari Jaguar utilizar CD-ROM como mídia de armazenamento de jogos, lançado em 1995.
Seu lançamento foi muito adiado, mas a Atari compriu sua promessa de desenvolver uma unidade de CD-ROM para o Jaguar. A unidade foi lançada na metade de 1995 por $149,95. O dispositivo é conectado no Slot de Cartucho, na parte superior do Jaguar, e tinha um tunel de encaixe, evitando desconectar acidentalmente o aparelho, além disso, o desenho do Jaguar CD era realmente inovador e futurístico. O Jaguar CD também tinha um Slot para conectar os cartuchos do Jaguar, sem remover a unidade de CD-ROM. Ele possuía uma Memory Track (unidade de memória) separada para salvar o andamento dos jogos e os escores.
A unidade de CD-ROM do Jaguar CD é um drive de cinco velocidades (5x) com um software VLM (Virtual Light Machine) escrito por Jeff Minter. O VLM que proporciona um show de luzes no vídeo, quando um CD de áudio é executado no Jaguar CD, era explorado comercialmente na venda do Jaguar CD. Junto com o console, acompanhavam: dois jogos (Blue Lightning e Vid Grid); um CD de audio com a trilha sonora do jogo Tempest 2000 e um CD de demonstração do jogo Myst. Também, a tela de início do Jaguar CD era diferente da tela de início do Jaguar. Usando o VLM, uma tela diferente em cada exibição e com muitas luzes era mostrada toda vez que o console era ligado. Posteriormente a tela ficava em silêncio.
Os jogos do Jaguar CD poderiam utilizar 800MB de dados, capacidade considerada maior aos CD-ROM convencionais. Os designers escolheram ignorar os formatos mais comuns de CD-ROM e criar um formado baseado em CDs de áudio. Enquanto permitia maior capacidade de dados e inibia a pirataria.

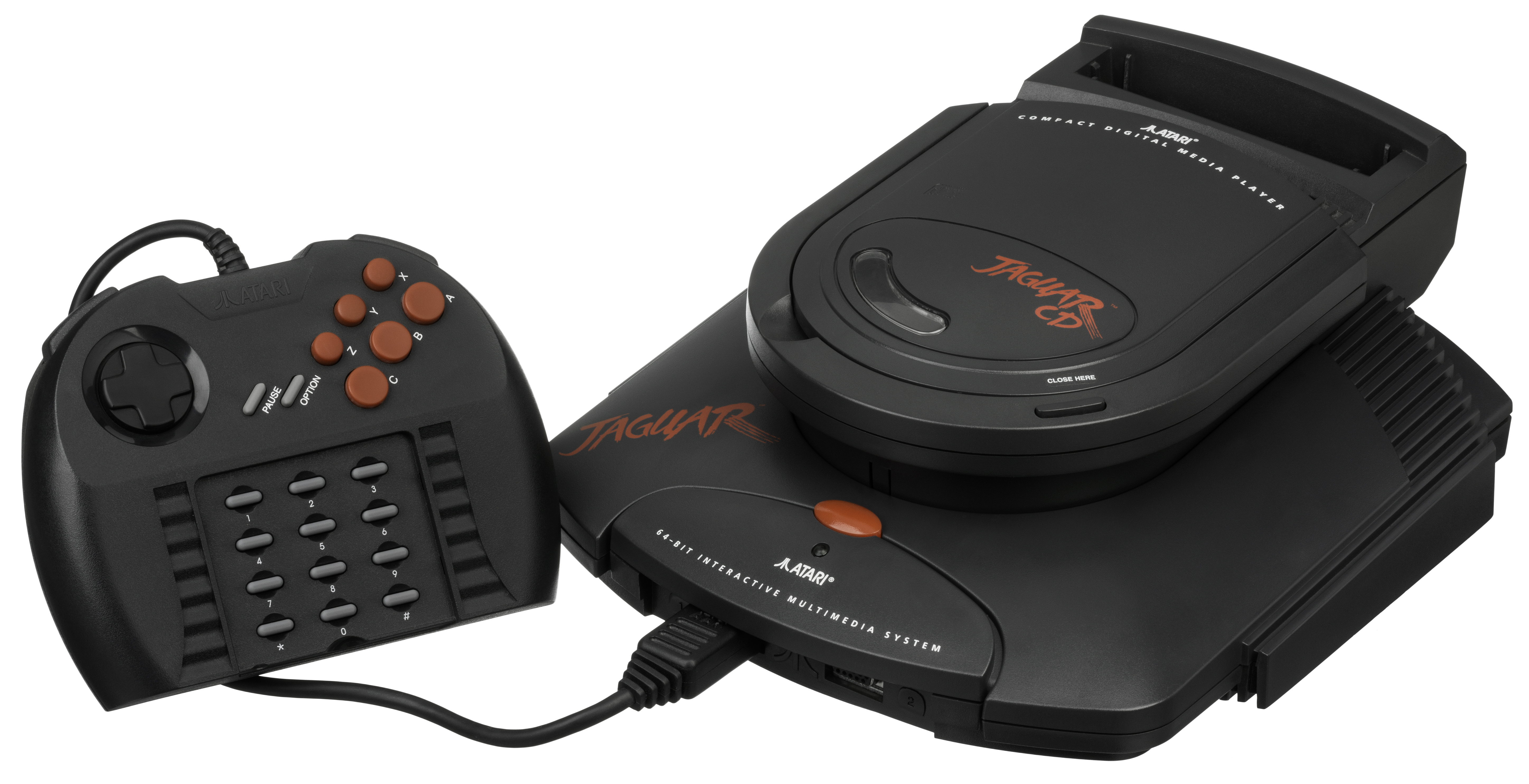
O Atari Jaguar CD acoplado ao Atari Jaguar original.

O drive foi construído pela Atari e pela Philips nos Estados Unidos. Inicialmente foram desenvolvidas 20 mil unidades. Comenta-se que a Atari algumas semanas depois vendeu todas unidades e solicitou o desenvolvimento de mais unidades. Então, como um processo judicial da JT Storage foi aberto alguns meses depois contra a Atari, possivelmente, 25 mil drives de CD-ROM do Jaguar CD foram produzidas. O último jogo do Jaguar CD lançado oficialmente foi Gorf em 1995.
Como os jogos em CD vendiam muito menos que os jogos em cartucho do Jaguar, a unidade de CD sempre despertará interesse dos colecionadores de vídeo-game. O valor de mercado do Jaguar CD subiu drasticamente nos últimos anos, devido a grande procura e ao fato de poucas unidades terem sido comercializadas. Isso se deve também ao fato de ser possível (e legal) baixar e gravar jogos demos para jogar no Jaguar CD sem modificações no aparelho. Há vários fãs que produzem jogos para consoles antigos como o Jaguar CD.